# Bibio longifrons
Bibio longifrons är en tvåvingeart som beskrevs av Macquart 1838. Bibio longifrons ingår i släktet Bibio och familjen hårmyggor. Inga underarter finns listade i Catalogue of Life.